# ヴァイオリン協奏曲 (ヴォーン・ウィリアムズ)
ヴァイオリン協奏曲ニ短調は、レイフ・ヴォーン・ウィリアムズが作曲した唯一のヴァイオリン協奏曲である（ヴァイオリンと管弦楽のための作品は他にも『揚げひばり』などがある）。1925年にハンガリー出身の女性ヴァイオリニスト、イェリー・ダラーニのために書かれた。ダラーニはヨーゼフ・ヨアヒムの縁者で、またバルトークの2曲のソナタ（第1番、第2番）やラヴェルの『ツィガーヌ』なども彼女のために書かれている。
初演は1925年11月6日、ダラーニの独奏、アンソニー・バーナード指揮のロンドン室内管弦楽団によって行われた。
曲は独奏ヴァイオリンと弦楽合奏という簡素な編成で書かれており、バッハ風の新古典主義的な協奏曲といえる。当初は『コンチェルト・アカデミコ』（Concerto Accademico, アカデミックな協奏曲）という副題が付けられていたが、のちに削除されている。

## 楽曲構成
3楽章からなる。全曲で約17分。
- 第1楽章　アレグロ・ペザンテ
- 第2楽章　アダージョ - トランクイロ
- 第3楽章　プレスト